# 恩布拉赫
恩布拉赫（德語：Embrach）是瑞士联邦苏黎世州比拉赫区的市镇。该市镇面积为12.72平方千米，海拔高度425米，2018年12月31日人口数为9,436。

## 外部連結
- 恩布拉赫官方网站 （页面存档备份，存于） （德文）